# Jean-Marie Luton
Jean-Marie Luton   (Chamalèira, 4 d'agost de 1942 - 15è districte de París, 16 d'abril de 2020) fou un enginyer aeroespacial francès que va ser Director General de l'Agència Espacial Europea del 1990 al 1997. També va exercir a l'agència espacial francesa CNES i com a cap de la branca aeroespacial d'Aérospatiale. Va ser el president i CEO d'Arianespace del 1997 al 2002. Era membre de la International Academy of Astronautics (IAA) i l'Association Aéronautique et Astronautique de France (AAAF).
Luton va ser guardonat amb el títol d'Oficial de la Legió d'Honor i Comandant de l'Orde Nacional del Mèrit. En el 1985, va rebre el premi Astronautics Prize de l'International Academy of Astronautics.